# Cazanuecos
Cazanuecos es una localidad española perteneciente al municipio de La Antigua, en la comarca del Páramo Leonés, provincia de León, comunidad autónoma de Castilla y León. Consta de 29 habitantes según el (INE 2021)

## Historia
Se desconoce la fecha de su fundación. En 994 a 1.022, aparece con el nombre de Kazanocos. En 1.029 Kazanoquos 1.058 Cazanocos en 1.091 Cacanuecos en 1.205 a 1.255 Cacanocos en el Bez del Páramo, Cassanocos, Cazanochos a 1.282.
Cazanuecos, quizá se compusiera de Caza- y –nuecos y a partir de 1.282 se le conoce como Cazanuecos.
En 994, en un documento fechado al 2 de junio, Fernando Muñiz, acaso hijo de Munio Fernández, recibe del mismo Rey Vermudo II, entre otras una “vila” acaso viña en Kazanoco (Cazanuecos).
En 1.077, Pedro Martínez y Jimena su esposa donan a la Iglesia Astorgana el Monasterio por ellos fundado en Negrillos, al que pertenece Cazanuecos entre otros muchos, a partir de entonces Negrillos, se denomina San Pedro de Negrillos, y más adelante fue absorbido por Laguna denominandose a partir de entonces como Laguna de Negrillos.
En 1.201 Alfonso IX confirma al Monasterio de Carrizo sus propiedades y entre otras aparece Cazanuecos.
Sobre 1.205, Cazanuecos pertenecía entre otros a los Osortos del Marquesado de Astorga.
En el diccionario Geográfico-Histórico de España y sus posesiones en Ultramar, publicado en los años 1.845-1.850, con referencia a Cazanuecos dice:” l. en la prov. y dic. de León (8 leg.), part. jud. de la Bañeza (3), aud. terr. c. g. de Valladolid, ayunt. de Audanzas. SIT. en un llano, con libre ventilación y clima frío y húmedo, de que provienen algunos reumas e intermitentes. Tiene Iglesia parr. (Sta. María), servida por un cura de libre colocación. Confina N. Villastrigo; E. Villamorico; S. la Antigua, y O. Pozuelo del Páramo. El terreno es de mediana calidad, y aunque bastante fértil suelen perderse las cosechas algunos años, porque las aguas llovedizas se estancan, y cuando son muchas puede hasta decirse que le inundan; esta falta podría fácilmente remediarse abriendo pozo o regaderas por donde pudieran tener salidas las aguas; pero la dejadez de los hab. impide se dediquen a estas mejoras con detrimento de sus personas e intereses. PROD.: centeno, muy poco vino y buenos pastos; cría de ganado lanar, que es uno de sus principales ramos de comercio.
Situado en un llano, confina al norte con Villaestrigo, al este con Villamorico, al sur con La Antigua y al oeste Pozuelo del Páramo.

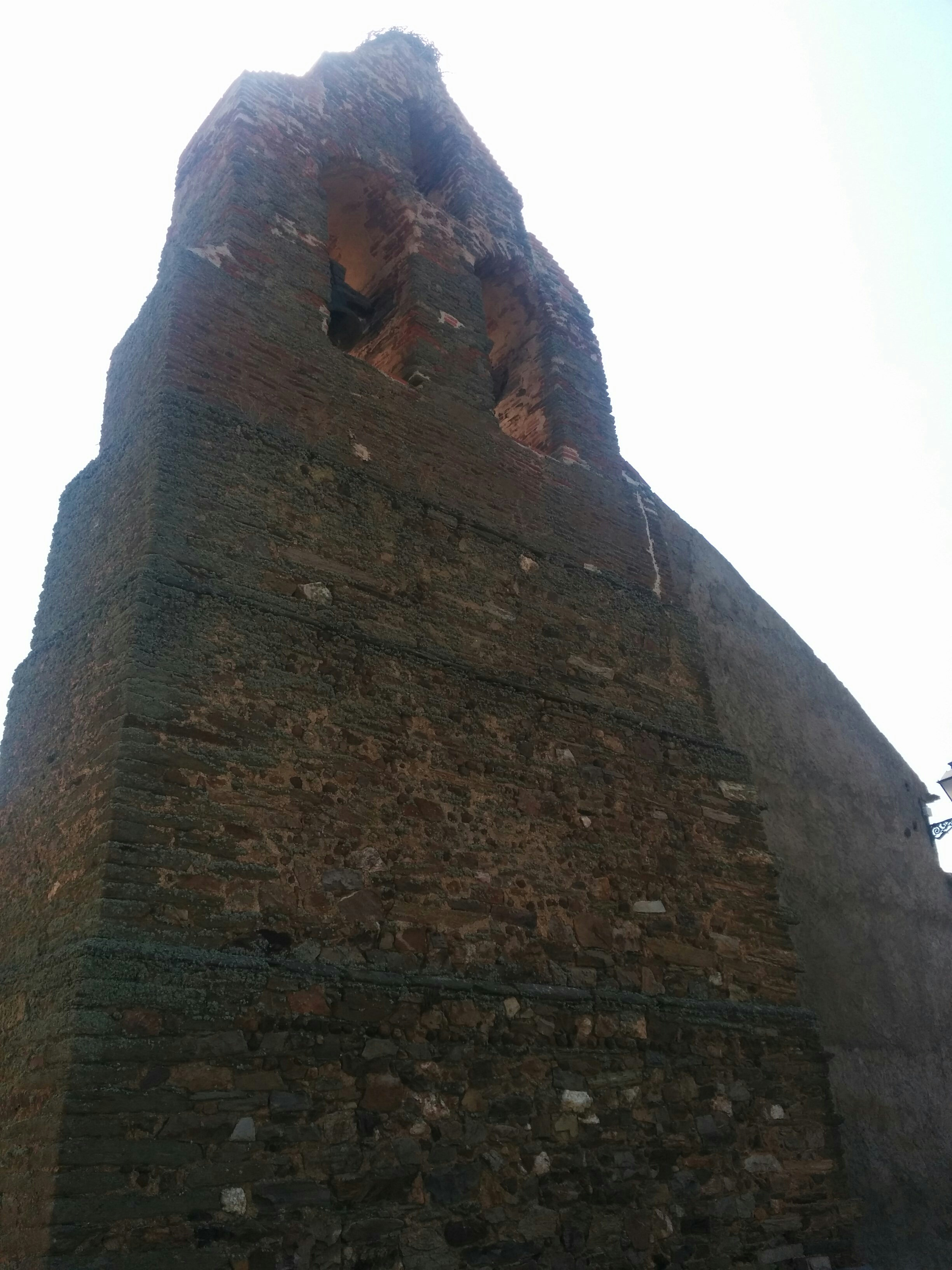
Torre de la Iglesia de Cazanuecos

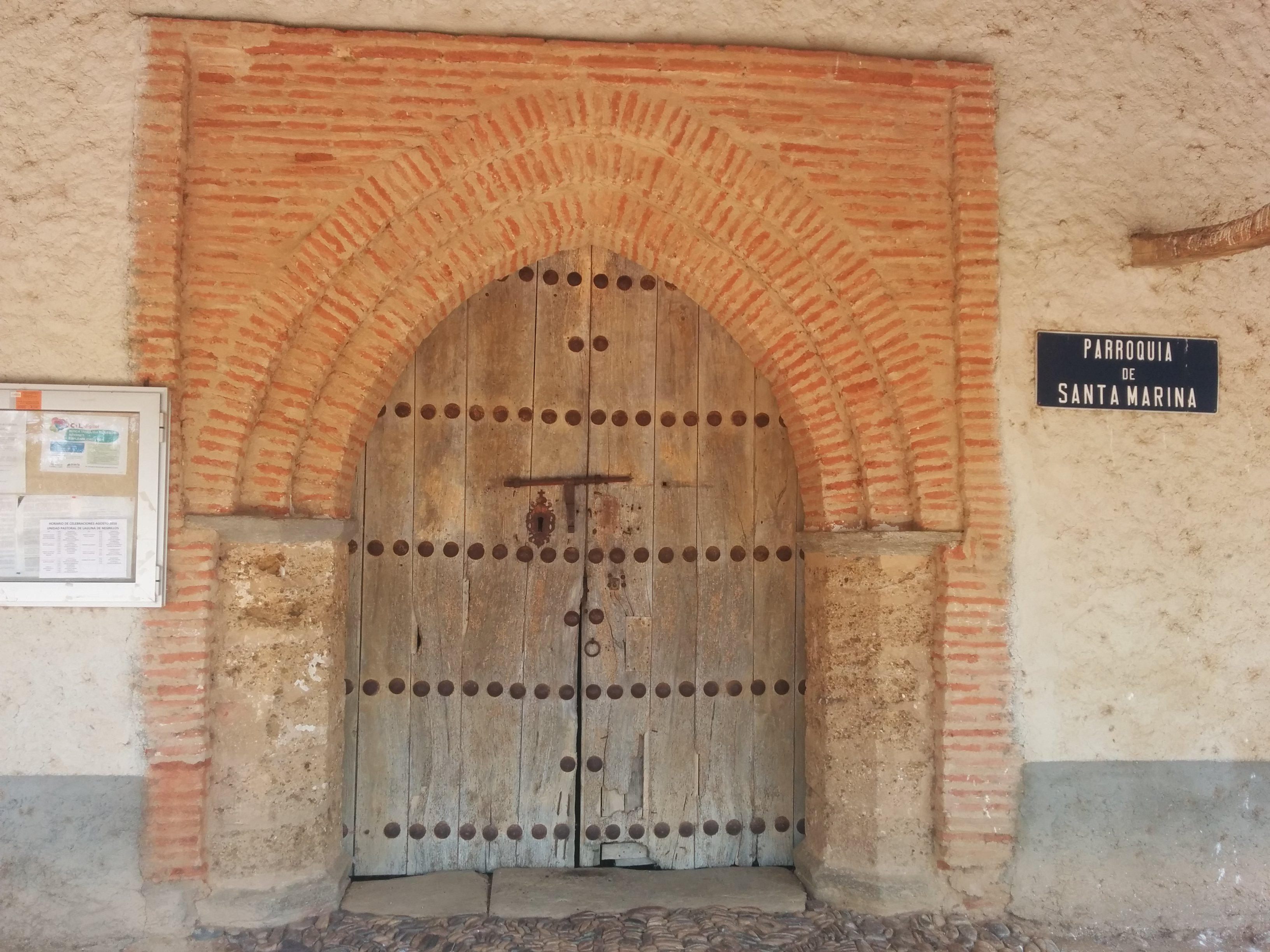
Puerta de la Iglesia de Cazanuecos